# Base aérienne de Taoyuan

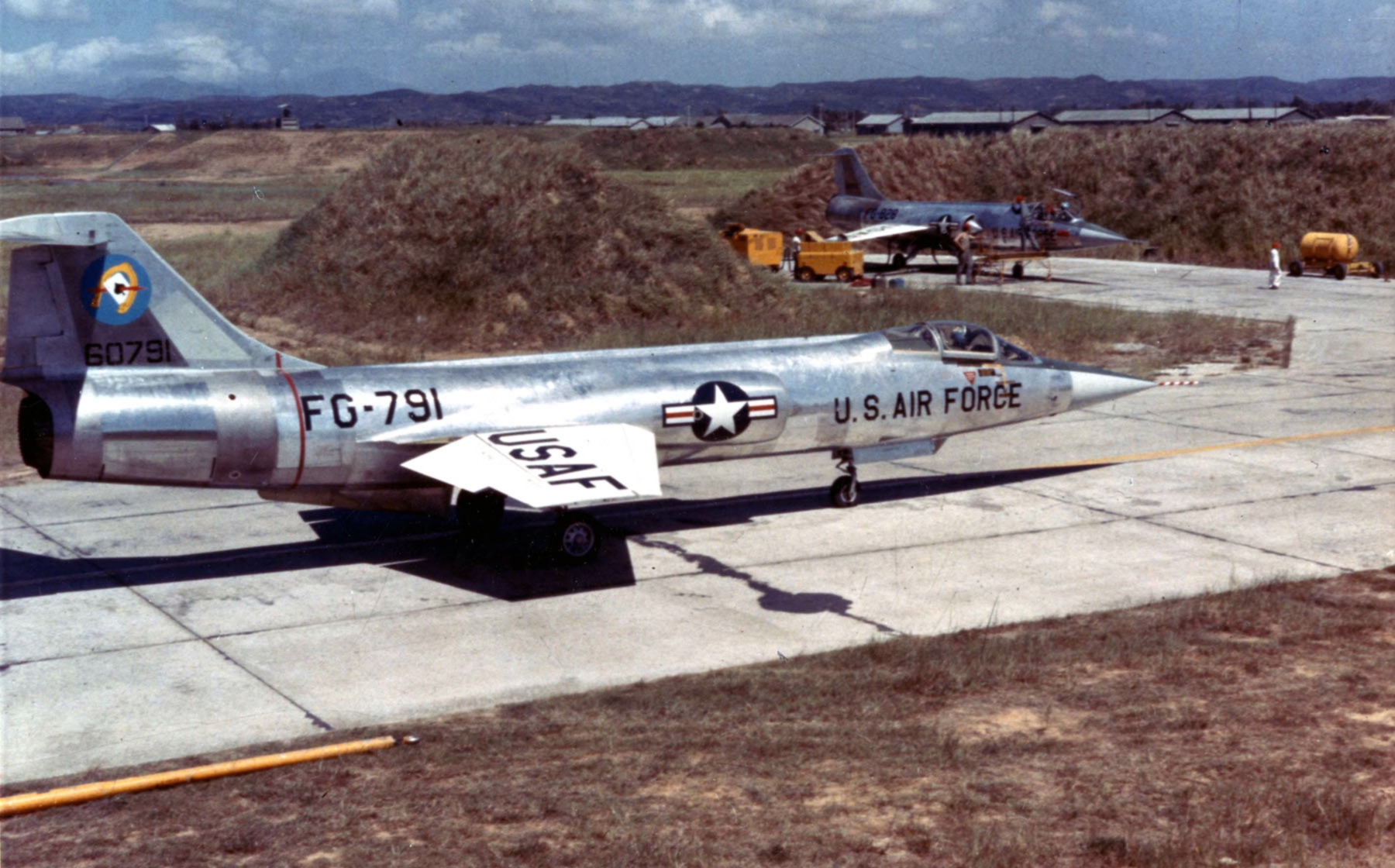
Des F-104A du 83th Fighter Interceptor Squadron de l’USAF sur la base aérienne de Taoyuan durant la Deuxième crise du détroit de Taïwan, en 1958.

La base aérienne de Taoyuan Air Base (code OACI : RCGM) est un aéroport de Taïwan situé près de l'aéroport international Taiwan-Taoyuan dans le nord de l'île. Situé au sud-est de celui-ci, moins d'un kilomètre sépare leurs enceintes.

## Historique
Durant la guerre froide, des unités du United States Taiwan Defense Command y furent stationnés.
Le 44th Fighter Squadron équipé de F-86 Sabre y est déployé du 27 janvier au 17 février 1955 puis du 3 au 30 September 1955.
Le Black Cat Squadron équipé de Lockheed U-2 opéra de cette base de 1959 à 1974.
En 2018, elle n'est plus en service.